# Hèrnia inguinal

Ecografia d'una hèrnia inguinal

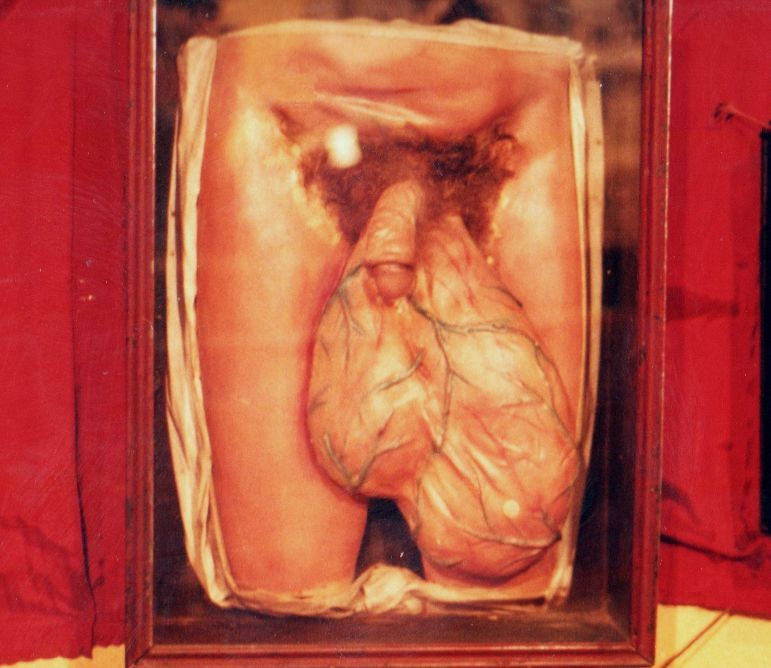
Hèrnia inguinal esquerra que ocupa el sac escrotal. Reproducció didàctica en cera. S. XIX

Una hèrnia inguinal, és una hèrnia (una protrusió) del contingut de la cavitat abdominal a través del canal inguinal. Els símptomes, que poden incloure dolor o molèsties, especialment amb o després de la tos, l'exercici o el moviment intestinal, estan absents en aproximadament un terç dels pacients. Els símptomes sovint empitjoren al llarg del dia i milloren quan s'està estirat. Es pot produir una zona de protuberància que es fa més gran en baixar. Les hèrnies inguinals es produeixen més sovint al costat dret que al costat esquerre. La principal preocupació és l'estrangulació, on el subministrament de sang a part de l'intestí està bloquejat. Això sol produir dolor intens i sensibilitat a la zona.
Els factors de risc per al desenvolupament d'una hèrnia inclouen: tabaquisme, malaltia pulmonar obstructiva crònica, obesitat, embaràs, diàlisi peritoneal, connectivopaties, i apendicectomia oberta prèvia, entre d'altres. La predisposició a les hèrnies és genètica i es produeixen més sovint en determinades famílies. Les mutacions perjudicials que causen predisposició a les hèrnies semblen tenir l'herència dominant (especialment per als homes). No és clar si les hèrnies inguinals s'associen amb l'aixecament de pesos. Les hèrnies sovint es poden diagnosticar en funció dels signes i símptomes. De tant en tant, s'utilitza imatge mèdica per confirmar el diagnòstic o descartar altres possibles causes.
Les hèrnies a l'engonal que no causen símptomes en els homes no necessiten ser reparades. La reparació, però, es recomana generalment a les dones a causa de la taxa més alta d'hèrnies crurals o femorals (també un tipus d'hèrnia a l'engonal) que tenen més complicacions. Si es produeix l'estrangulació, cal una cirurgia immediata. La reparació es pot fer mitjançant cirurgia oberta o cirurgia laparoscòpica. La cirurgia oberta té l'avantatge de fer-se possiblement sota anestèsia local en lloc d'anestèsia general. La cirurgia laparoscòpica generalment té menys dolor després del procediment.
L'any 2015 les hèrnies inguinals, femorals i abdominals van afectar uns 18,5 milions de persones. Al voltant del 27% dels homes i el 3% de les dones desenvolupen una hèrnia a l'engonal en algun moment de la seva vida. Les hèrnies inguinals es produeixen amb més freqüència abans del d'un any i després dels cinquanta. A nivell mundial, les hèrnies inguinals, femorals i abdominals van provocar 60.000 morts el 2015 i 55.000 el 1990.

## Classificació

### Anatòmica
Es pot parlar d'hèrnies directes i indirectes, que es defineixen per la seva relació amb els vasos epigàstrics inferiors. Les hèrnies inguinals directes es produeixen medialment als vasos epigàstric inferiors, quan el contingut abdominal s'hernia a través de l'anell inguinal superficial. Les hèrnies inguinals indirectes es produeixen quan els continguts abdominals sobresurten a través de l'anell inguinal profund, lateralment als vasos epigàstric inferiors, el que pot ser causat pel fracàs del tancament embrionari del processus vaginalis.
En el cas de la dona, l'obertura de l'anell inguinal superficial és menor que la dels homes. Com a resultat d'això, la possibilitat d'hèrnies a través del canal inguinal en els homes és molt més gran pel fet que tenen una obertura més gran i, per tant, una paret molt més feble.

### Clínica
Com en altres tipus d'hèrnia pot ser:
Hèrnia reductible: que pot ser empesa de nou a l'abdomen exercint-hi una pressió manual.
Hèrnia irreductible: en cas contrari, això implicarà la necessitat d'una intervenció quirúrgica urgent.